# Dominique Follacci
Dominique Follacci (* 18. Mai 1879 in Annaba, heute Algerien; † nach 1911) war ein französischer Kunstturner.

## Biografie
Follacci war schon in seiner Kindheit sportinteressiert. Bei den Olympischen Sommerspielen 1908 in London belegte er im Einzelmehrkampf den 26. Platz. Bei den Weltmeisterschaften 1911 in Luxemburg gewann er drei Silbermedaillen. Er war Vorsitzender der Languedocienne Gymnastics Society.